# Fajã do Lombo Gordo

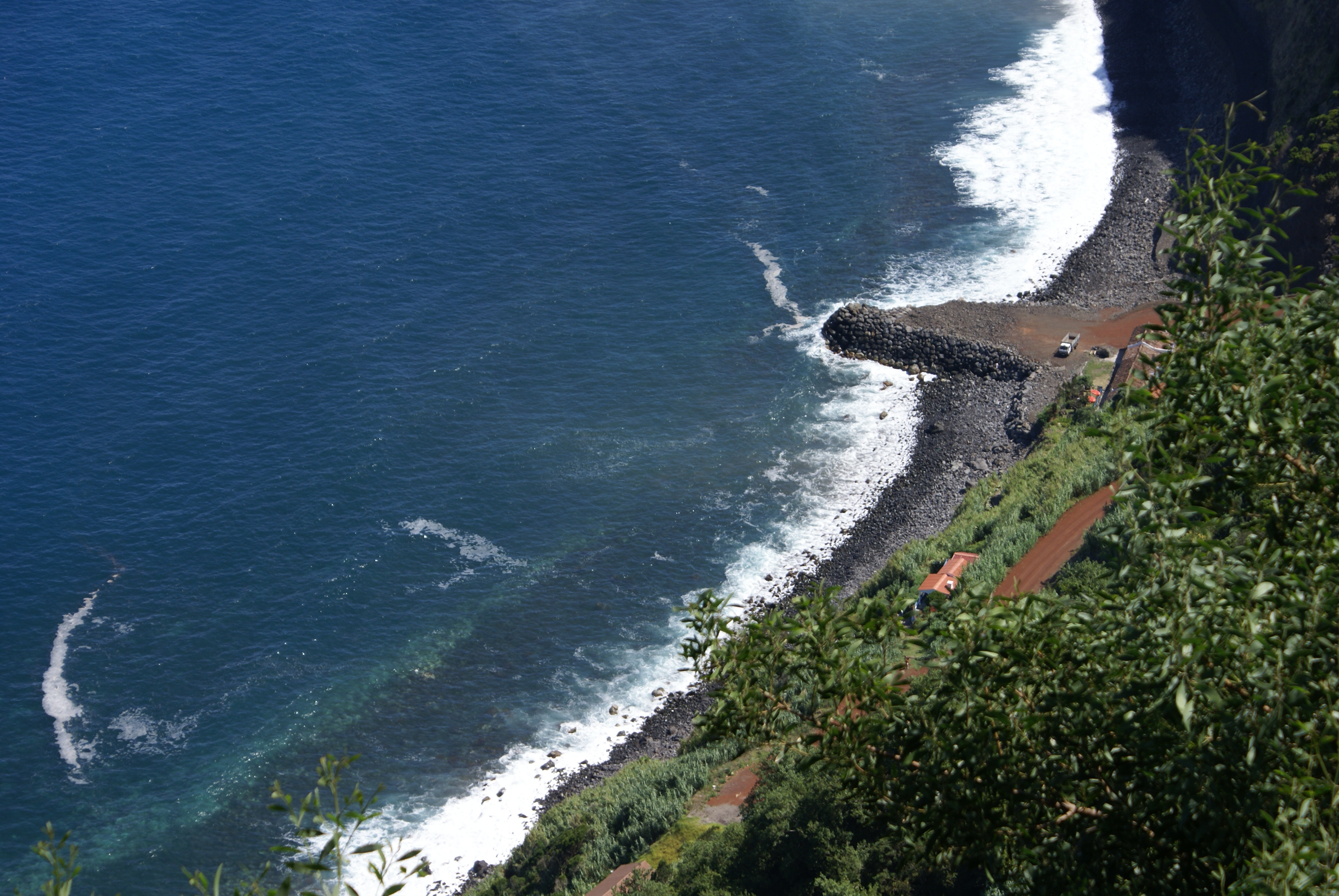
Vista parcial da Fajã do Lombo Gordo.

A Fajã do Lombo Gordo localiza-se no concelho da Nordeste, ilha de São Miguel e encontra-se alojada no fundo de uma falésia que desce quase na vertical desde os 400 metros de altitude até ao nível do mar.
Esta fajã deve a sua genesis à elevação do Monte Gordo ao qual se encontra sobranceira. Localiza-se entre a Ponta do Sossego e a Ponta da Madrugada, sendo que desagua nas suas próximidades a Ribeira dos Caimbos.